# بلينة مأكولة

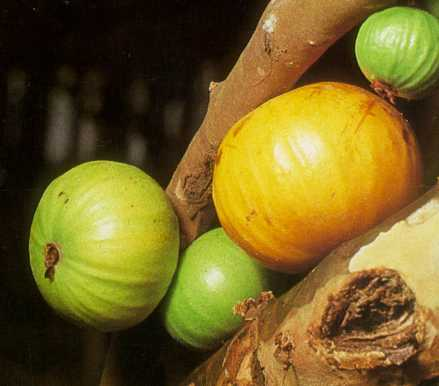

البلينة المأكولة أو الكمبوكا (الاسم العلمي: Plinia edulis) (بالإنجليزية: Cambuca)‏ هي نوع من النباتات يتبع جنس البلينة من فصيلة الآسية